# Рясне-Руська сільська рада
Рясне-Руська сільська рада — колишній орган місцевого самоврядування у Яворівському районі Львівської області. Адміністративний центр — село Рясне-Руське.

## Загальні відомості
Рясне-Руська сільська рада утворена 25 травня 1988 року. Територією ради протікає річка Забрід.

## Населені пункти
Сільській раді підпорядковані населені пункти:
- с. Рясне-Руське
- с. Підрясне

## Склад ради
Рада складається з 14 депутатів та голови.

### Керівний склад попередніх скликань
| ПІБ                          | Основні відомості                                                 | Дата обрання | Дата звільнення |
| ---------------------------- | ----------------------------------------------------------------- | ------------ | --------------- |
| Смокоровська Емілія Петрівна | Сільський голова, 1956 року народження, позапартійна              | 26.03.2006   | 31.10.2010      |
| Смокоровська Емілія Петрівна | Сільський голова, 1971 року народження, освіта вища, позапартійна | 31.10.2010   |                 |

Примітка: таблиця складена за даними джерела